# ゲオルギー・ボース
ゲオルギー・ヴァレンチノヴィチ・ボース

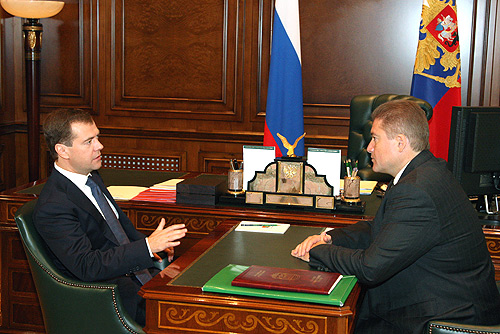
ドミートリー・メドヴェージェフ大統領（左）と会談するゲオルギー・ボース（2008年10月6日撮影）

（ロシア語: Георгий Валентинович Александрович Боос, ラテン文字転写: Georgii Valentinovich Boos, 1963年1月22日 - ）は、ロシアの政治家。2005年から2010年までカリーニングラード州知事。モスクワ出身。
生家はクリミア・ドイツ人の家系である。1986年モスクワ動力技術大学を卒業し、電気技師となる。1986年から1988年まで2年間兵役に就き空軍に勤務した。1988年除隊後、技師、上級技師、全連邦科学研究技術光学研究所初級研究職、モスクワ第247中学校数学非常勤講師を歴任する。1991年モスクワの光学会社スヴェトセルヴィス社の研究産業部門担当取締役。1993年科学産業光学会社「スヴェルトセルヴィス」社長。1995年ロシア下院選挙に立候補し当選する。1996年から1998年まで下院予算・税金・銀行・金融委員会に所属し、1996年には我が家ロシアの会派に所属し会派副議長を務めた。1998年9月29日、ロシア連邦国税庁長官を経て、1998年12月23日、エフゲニー・プリマコフ内閣のロシア連邦税務・公共料金担当相に就任する。1999年ロシア下院選挙でメドヴェドコフスコゴ小選挙区から再選される。1999年祖国・全ロシアに参加し同会派の副議長。2003年12月下院議員に三選。同年下院副議長に選出され、統一ロシア会派幹部会員、党最高会議議員となる。2005年9月28日、カリーニングラード州知事に就任する。2010年9月27日、知事を辞任した。
私生活では、3度結婚し、5人の娘がいる。